# Lakewood (Washington)
Lakewood és una població dels Estats Units a l'estat de Washington. Segons el cens del 2000 tenia 58.211 habitants.

## Demografia
Segons el cens del 2000, Lakewood tenia 58.211 habitants, 23.792 habitatges, i 15.084 famílies. La densitat de població era de 1.313,6 habitants per km².
Dels 23.792 habitatges en un 30,1% hi vivien nens de menys de 18 anys, en un 44,4% hi vivien parelles casades, en un 14,5% dones solteres, i en un 36,6% no eren unitats familiars. En el 29,6% dels habitatges hi vivien persones soles el 8,7% de les quals corresponia a persones de 65 anys o més que vivien soles. El nombre mitjà de persones vivint en cada habitatge era de 2,38 i el nombre mitjà de persones que vivien en cada família era de 2,94.
Per edats la població es repartia de la següent manera: un 24,4% tenia menys de 18 anys, un 11,3% entre 18 i 24, un 29,4% entre 25 i 44, un 21,6% de 45 a 60 i un 13,2% 65 anys o més.
L'edat mediana era de 35 anys. Per cada 100 dones de 18 o més anys hi havia 93,9 homes.
La renda mediana per habitatge era de 36.422 $ i la renda mediana per família de 42.551 $. Els homes tenien una renda mediana de 31.434 $ mentre que les dones 26.653 $. La renda per capita de la població era de 20.569 $. Aproximadament el 12,5% de les famílies i el 15,8% de la població estaven per davall del llindar de pobresa.

## Poblacions més properes
El següent diagrama mostra les poblacions més properes.